# Pleospora wichuriana
Pleospora wichuriana är en svampart som tillhör divisionen sporsäcksvampar, och som beskrevs av Joseph Schröter. Pleospora wichuriana ingår i släktet Pleospora, och familjen Pleosporaceae. Arten är reproducerande i Sverige.